# Lucille Opitz
Lucille Opitz, född den 24 november 1977 i Berlin, Tyskland, är en tysk skridskoåkare.
Hon tog OS-guld i damernas lagtempo i samband med de olympiska skridskotävlingarna 2006 i Turin.